# Iglesia de la Sagrada Familia (Gaza)
La Iglesia de la Sagrada Familia (en árabe: كنيسة العائلة المقدسة ) es la única parroquia católica latina en la ciudad de Gaza en la Franja de Gaza, en Palestina.  
La parroquia incluye una escuela que proporciona educación cristiana a los niños de Gaza y trabaja en estrecha colaboración con las congregaciones religiosas cercanas de las Misioneras de la Caridad, Siervas del Señor y de la Virgen de Matará (SSVM, la rama femenina de la Familia Religiosa del Verbo Encarnado) y las Hermanas del Rosario. Las Misioneras de la Caridad atienden a personas mayores y discapacitadas, y las Hermanas del Rosario dirigen una escuela. La comunidad es atendida por sacerdotes del Instituto del Verbo Encarnado (rama masculina de la Familia Religiosa del Verbo Encarnado).
La iglesia y su escuela han sido atacadas en múltiples ocasiones por las Fuerzas de Defensa de Israel desde el estallido de la guerra de Gaza en 2023. Los ataques han causado numerosas muertes de cristianos palestinos y daños a la iglesia.

## Historia

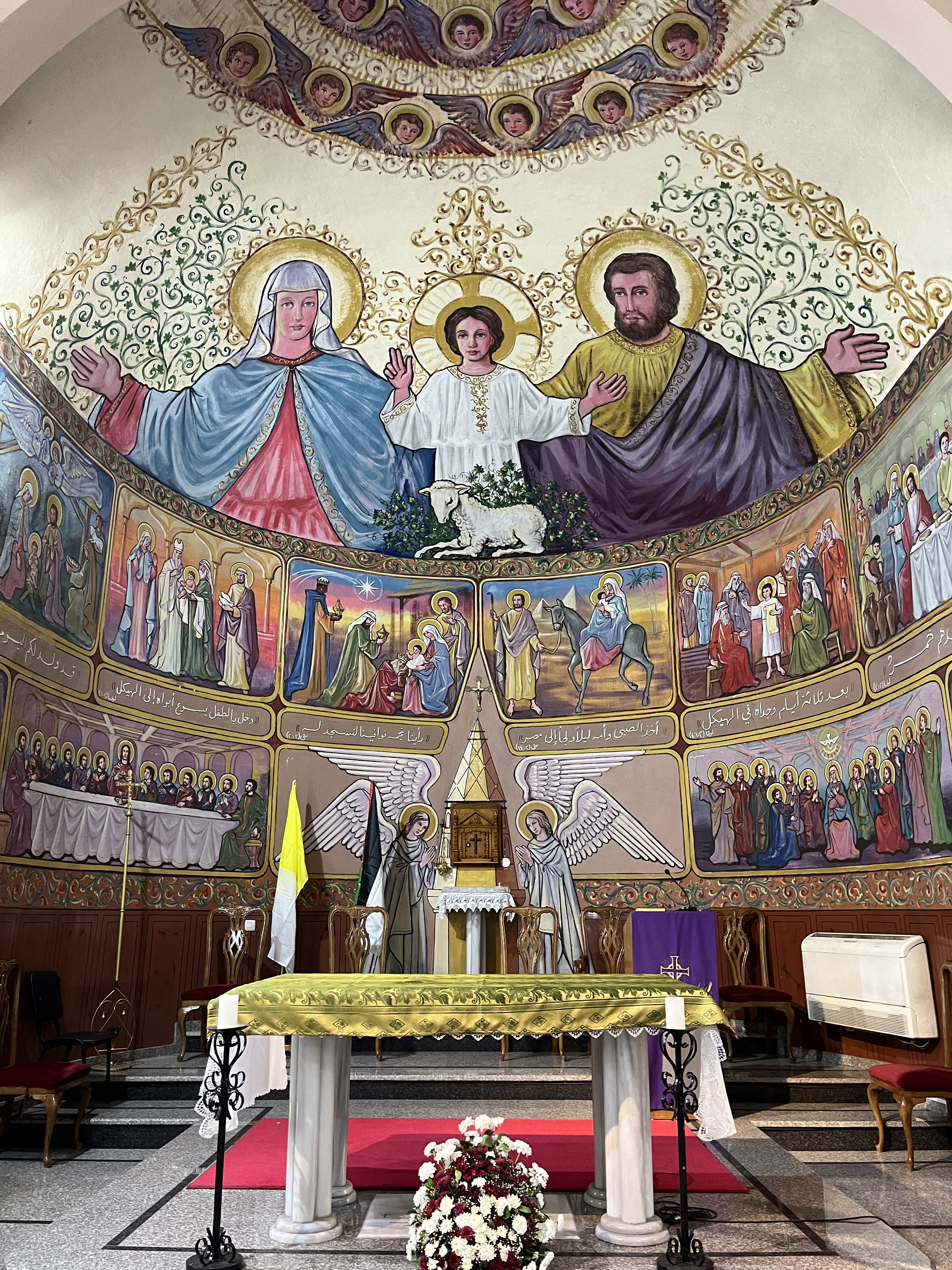
Interior de la iglesia.

En 1974, el Patriarcado Latino de Jerusalén fundó la escuela Sagrada Familia, con más de 1200 alumnos. En el año 2000, las Hermanas del Santo Rosario fundaron otra escuela (de preescolar y primaria) con unos 500 alumnos. Estas escuelas ofrecen educación a niños de todas las religiones, y muchos musulmanes locales envían a sus hijos a ellas.
De 1995 a 2009, Manuel Musallam, un destacado activista por la paz palestino, fue párroco de la comunidad de la Sagrada Familia. En 2007, el convento de las Hermanas del Rosario fue saqueado y vandalizado por desconocidos. Cuando se le preguntó por las relaciones entre musulmanes y cristianos en Gaza tras el ataque, Musallam afirmó que eran excelentes y que los musulmanes de la comunidad habían prometido ayudar a reparar los daños.
Durante la guerra de Gaza de 2014, la escuela parroquial y la oficina del párroco fueron parcialmente destruidas por un ataque aéreo israelí dirigido a una casa cercana.

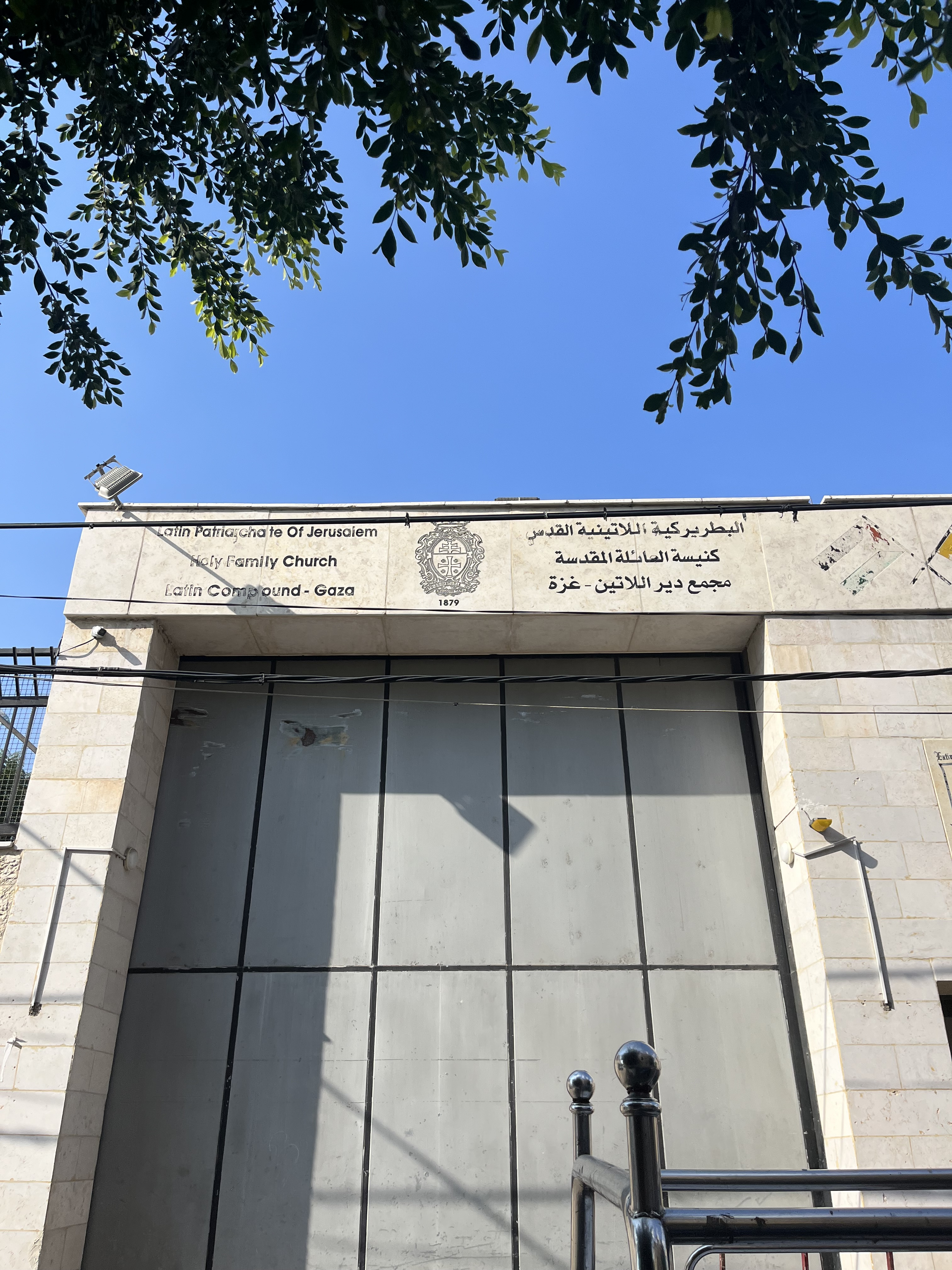
Entrada al recinto de la iglesia en 2022

En 2021, la comunidad católica de Gaza estaba compuesta por 133 personas. La escuela de las Hermanas del Rosario sufrió daños durante un ataque aéreo israelí durante la guerra de Gaza de 2021.

### Guerra de Gaza
Durante la guerra de Gaza, la iglesia, la escuela y los conventos albergaron a varios cientos de refugiados, incluidas familias cristianas cuyas casas fueron destruidas por los ataques israelíes. El 9 de octubre, el papa Francisco llamó al párroco Gabriel Romanelli para orar por la comunidad cristiana de Gaza. En ese momento, Romanelli se encontraba varado en Belén y no podía regresar a Gaza debido a la guerra. El 16 de octubre, el Papa Francisco llamó a Yusuf Asaad y Nabila Saleh, ambos sirviendo en la Sagrada Familia, para ofrecer más apoyo a los fieles de Gaza. El 4 de noviembre, la escuela de las Hermanas del Santo Rosario fue destruida cuando fue alcanzada por un ataque aéreo israelí.
El 1 de diciembre, Romanelli, aún sin poder regresar a Gaza, informó que 600 personas se refugiaban en la iglesia. También agradeció al papa Francisco y al patriarca Pierbattista Pizzaballa, y dijo que el papa llamaba a diario a la parroquia de la Sagrada Familia. El 11 de diciembre, Ayuda a la Iglesia Necesitada (ACN) informó que la iglesia había sido dañada por la metralla de los ataques aéreos israelíes, que destruyó paneles solares, tanques de agua y otros edificios del complejo parroquial. ACN también informó que la parroquia se quedó sin combustible, lo que ha cortado la mayor parte de las comunicaciones. La diputada británico-palestina Layla Moran, que tiene familiares refugiados allí, declaró: «Temo que mi familia, asediada por las fuerzas israelíes en una iglesia de Gaza, no sobreviva hasta Navidad, entre los francotiradores y la falta de agua». Los medios de comunicación informaron que alrededor de 650 cristianos palestinos utilizaban la iglesia como refugio desde el comienzo de la guerra.

#### Asesinato de Naheda y Samr Anton
El 16 de diciembre de 2023, Naheda y Samr Anton fueron asesinadas a tiros en el recinto de la iglesia. Pierbattista Pizzaballa, patriarca latino de Jerusalén, declaró: «Nahida y su hija Samar fueron asesinadas a tiros mientras se dirigían al Convento de las Hermanas. Una murió al intentar llevar a la otra a un lugar seguro. Siete personas más resultaron heridas por disparos al intentar proteger a otras dentro del recinto de la iglesia. No se dio ninguna advertencia ni se notificó. Les dispararon a sangre fría dentro de las instalaciones de la parroquia, donde no hay beligerantes». Pizzaballa afirmó que el tirador era «un francotirador de las FDI». El incidente fue ampliamente difundido y condenado por importantes figuras de la Iglesia católica, incluido el papa Francisco y el arzobispo de Westminster, el cardenal Vincent Nichols. El ejército israelí dijo que no había atacado la iglesia. Tras una investigación, las FDI alegaron que Hamás había disparado un RPG desde las inmediaciones de la iglesia y que sus soldados habían respondido al fuego, alcanzando a los observadores de Hamás. La Iglesia católica negó esa versión, siempre ha mantenido que no había militantes palestinos en la zona, y el Patriarcado Latino de Jerusalén emitió una dura reprimenda, afirmando que las dos mujeres habían sido atacadas intencionalmente y asesinadas a sangre fría.

#### Bombardeo de julio de 2024
El 7 de julio de 2024, una bomba israelí dirigida contra el viceministro de Trabajo palestino, Ihab al-Ghussein, impactó en la escuela de la iglesia, matando a cuatro personas que se refugiaban allí, incluido el funcionario. El ataque fue condenado por el Patriarcado Latino de Jerusalén.

#### Bombardeo de julio de 2025
El 17 de julio de 2025, cuando acogía a entre 400 y 500 personas refugiadas, la iglesia fue alcanzada por el disparo de un tanque israelí que mató a tres personas e hirió a otras siete, entre ellas el párroco argentino, Gabriel Romanelli, al que llamaba cada día el fallecido papa Francisco desde el inicio de la ofensiva israelí para preguntarle sobre la situación de Gaza y de los centenares de desplazados que se refugian en ese templo. El ejército israelí aseguró que lamentaba «los daños causados» a la iglesia , y que se estaban «analizando las circunstancias del incidente». El papa León XIV dijo que estaba «profundamente entristecido al enterarse de la pérdida de vidas y heridas causadas por el ataque militar». Por su parte el secretario de Estado del Vaticano, Pietro Parolin, aseguró que albergaba dudas sobre la veracidad de la versión israelí del ataque y que lo ocurrido también se podría interpretar como un ataque deliberado contra los cristianos para dinamitar cualquier esperanza de acercamiento de paz en Gaza. Posteriormente, el Comité Judío Americano envió una donación de 25.000 dólares a la iglesia a través de la Arquidiócesis Católica Romana de Nueva York para reparaciones, aunque no criticó a Israel por el ataque y repitió su justificación en su anuncio de donación.